# Eugenio Derbez
Eugenio González Derbez (Ciutat de Mèxic, Mèxic, 2 de setembre de 1961), més conegut com a Eugenio Derbez, és un humorista, guionista, escriptor, empresari, actor, productor i director de cinema, teatre i televisió mexicà.
Després d'haver participat en programes setmanals com Cachún cachún ra ra! (1984) i Anabel! (1988), va realitzar un programa d'esquetxos, anomenat Al derecho y al derbez (1993), que seria el punt d'inici de la seua carrera com a comediant en la televisió mexicana. Més endavant, també van sorgir Derbez en cuando, XHDRbZ i La familia P. Luche. Ha participat també en pel·lícules i sèries estatunidenques, així com en el doblatge ocasional de veus. L'agost de 2014 va llançar el seu canal de vídeos a YouTube, Eugenio Derbez.tv.
A més, va assolir la fama a Hollywood com a actor de cinema amb les seues pel·lícules Instructions Not Included i How to Be a Latin Lover.
És fill de la reconeguda actriu de l'època del Cinema d'Or Mexicà, Sylvia Derbez.

## Filmografia

### Cinema
| Any  | Títol                                                      | Paper                  | Notes                          |
| ---- | ---------------------------------------------------------- | ---------------------- | ------------------------------ |
| 1983 | Por un vestido de novia                                    |                        | Debut                          |
| 1990 | Más vale amada que quemada                                 |                        |                                |
| 1990 | Transplante a la mexicana                                  | Eugenio                |                                |
| 1990 | Fotógrafo de modelos                                       |                        |                                |
| 1991 | Hembra o macho                                             |                        |                                |
| 1993 | Soy hombre y que                                           |                        |                                |
| 1998 | Mulan                                                      | Mushu                  | veu a la versió iberoamericana |
| 2001 | Shrek                                                      | Ruc                    | veu a la versió iberoamericana |
| 2003 | Zurdo                                                      | Foraster               |                                |
| 2004 | Shrek 2                                                    | Ruc                    | veu a la versió iberoamericana |
| 2004 | Mulan 2                                                    | Mushu                  | veu a la versió iberoamericana |
| 2005 | Imaginum                                                   | Yxxxxx                 | només veu                      |
| 2006 | TV: The Movie                                              | Derbez, Eugenio        |                                |
| 2006 | Pledge This!                                               | José                   |                                |
| 2007 | Padre nuestro                                              | Anibal                 |                                |
| 2007 | Shrek Tercer (Shrek The Third)                             | Ruc                    | veu a la versió iberoamericana |
| 2007 | La misma luna                                              | Enrique                |                                |
| 2008 | Plaza Sésamo: Los monstruos feos más bellos                | Eugenio                |                                |
| 2008 | Hellboy II: L'exèrcit daurat (Hellboy II: The Golden Army) | Johann Krauss          | veu a la versió iberoamericana |
| 2008 | Beverly Hills Chihuahua                                    | Botiguer               |                                |
| 2010 | No eres tú, soy yo                                         | Javier                 |                                |
| 2010 | Shrek, feliços per sempre... (Shrek Forever After)         | Ruc                    | veu a la versió iberoamericana |
| 2010 | Te presento a Laura                                        | Charlie                |                                |
| 2011 | En Jack i la seva germana bessona (Jack and Jill)          | Felipe/ àvia de Felipe |                                |
| 2012 | Girl in Progress                                           | Mission Impossible     |                                |
| 2013 | Underdogs                                                  | Rico                   | versió nord-americana          |
| 2013 | Instructions Not Included                                  | Valentín               |                                |
| 2014 | The Book of Life                                           | Chato                  | només veu                      |
| 2015 | El tamaño si importa                                       |                        |                                |
| 2015 | Aztec Warrior                                              | Gallo                  |                                |
| 2016 | Miracles from Heaven                                       | Dr. Nurko              |                                |
| 2016 | Mascotes (The Secret Life of Pets)                         | Snowball               | veu a la versió iberoamericana |
| 2017 | Sandy Wexler                                               | Ramiro Alejandro       |                                |
| 2017 | How to Be a Latin Lover                                    | Maximo                 |                                |
| 2017 | Geostorm                                                   | Hernandez              |                                |
| 2018 | Overboard                                                  | Leonardo Montenegro    |                                |
| 2018 | The Nutcracker and the Four Realms                         | Hawthorne              |                                |
| 2018 | The Grinch                                                 | The Grinch             | veu a la versió iberoamericana |
| 2019 | Mascotes 2 (The Secret Life of Pets 2)                     | Snowball               | veu a la versió iberoamericana |
| 2019 | Dora and the Lost City of Gold                             | Alejandro Gutierrez    |                                |
| 2019 | Angry Birds 2: La pel·lícula (The Angry Birds Movie 2)     | Glenn                  | veu                            |